# Test de Vito Russo

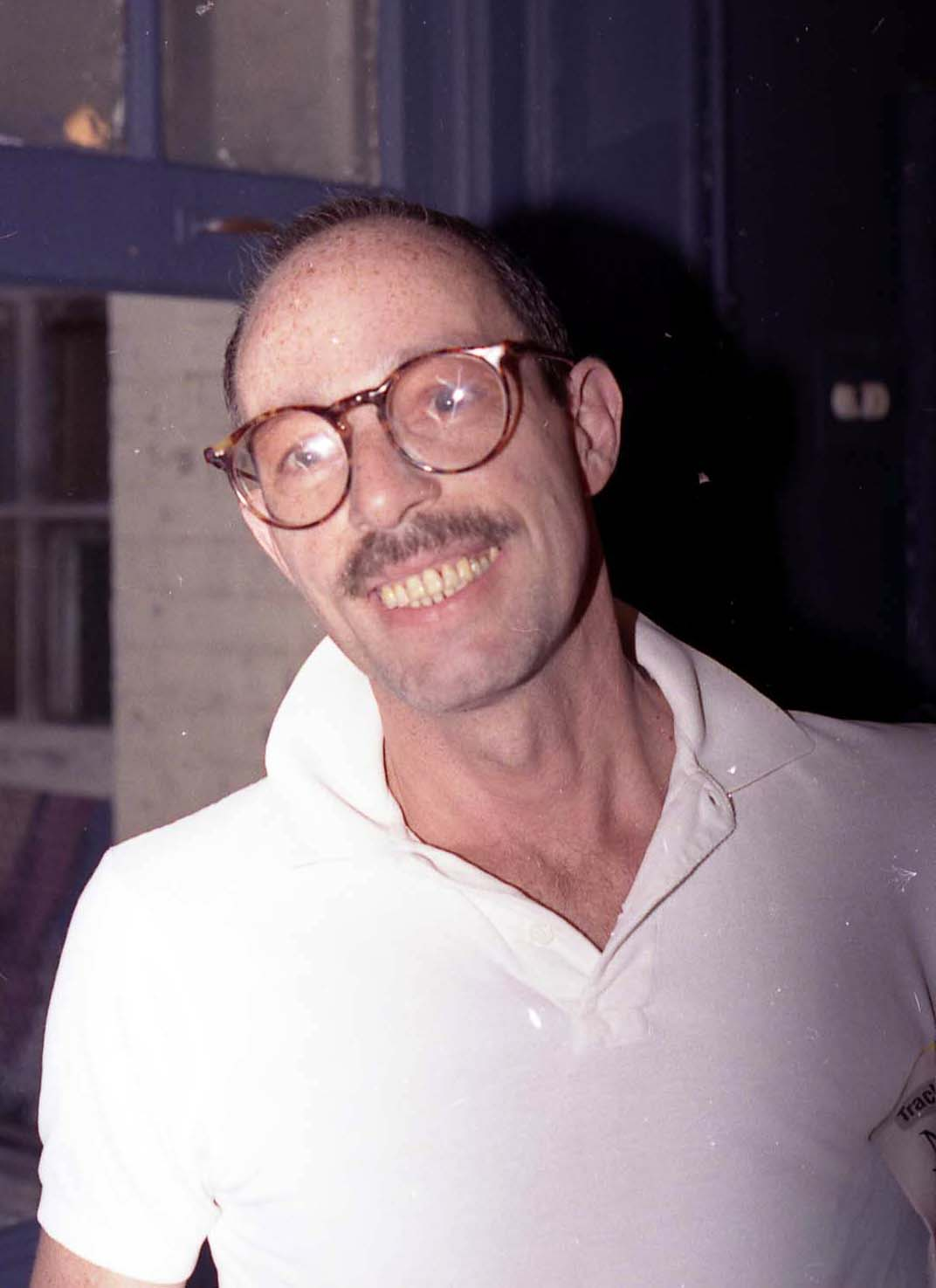
L'historien du cinéma Vito Russo et par ailleurs militant des droits LGBTQI+ (1989). Le test de Vito Russo est nommé ainsi en son honneur.

Le test de Vito Russo est un test énoncé sur le modèle du test de Bechdel destiné à évaluer la représentation des personnes LGBTQI+ dans la fiction et en particulier au cinéma. Le test a été énoncé par l'association GLAAD en 2013 et nommé ainsi en hommage à Vito Russo,.

## Les trois critères du test
Le test peut s'énoncer ainsi. Il est réussi si les trois critères suivants sont respectés :
1. Le film (la fiction) contient un personnage identifié comme LGBTQI+ ;
2. Ce personnage ne doit pas être défini exclusivement ou principalement en raison de son identité de genre ou de son orientation sexuelle ;
3. Le personnage doit être lié à l'intrigue de telle manière que la suppression du dit personnage aurait une influence significative sur l'intrigue elle même.